# Трифосфид гептапалладия
Трифосфи́д гептапалла́дия — бинарное неорганическое соединение
палладия и фосфора
с формулой Pd7P3,
кристаллы.

## Получение
- Сплавление стехиометрических количеств чистых веществ:

{\displaystyle {\mathsf {7Pd+3P\ {\xrightarrow {814^{o}C}}\ Pd_{7}P_{3}}}}

## Физические свойства
Трифосфид гептапалладия образует кристаллы
тригональной сингонии,
пространственная группа R 3,
параметры ячейки a = 1,1976 нм, c = 0,70552 нм, Z = 6.